# 2019-es ukrajnai elnökválasztás

Az 1. forduló győztesei szavazókörzetenként

A 2. forduló győztesei szavazókörzetenként

A 2019-es ukrajnai közvetlen elnökválasztás első fordulóját 2019. március 31-én tartották. Mivel az első fordulóban senki nem szerzett abszolút többséget, a két legtöbb szavazatot kapott jelölt: Volodimir Zelenszkij és Petro Porosenko indult a három héttel későbbi, április 21-i második fordulóban.
Az elnökválasztással párhuzamosan 64 településen helyi (tanácsi, polgármesteri) választás is zajlott.
A választás első fordulóján 11 órakor a részvételi arány 16,08% volt.

## Választási szabályok és jogi háttér
A jelölteknek a választási regisztrációhoz 2,5 millió hrivnya (kb. 25 millió Ft) pénzügyi letétet kell befizetni. Az elnökválasztás nyertese, illetve a második fordulóba bejutó két jelölt ezt az összeget visszakapja. Minden más jelölt letėtje az államkincstárba kerül.

## Elnökjelöltek
44 jelöltet regisztrált az Ukrán Választási Bizottság. Közülük időközben öt visszalépett, így a szavazólapra 39 jelölt kerül fel. A nagy számú jelölt megnehezíthette a szavazás lebonyolítását. Az elnökjelöltek között több ún. technikai jelölt is akadt. Ők érdemi kampányt nem folytattak, feladatuk más elnökjelöltek gyengítése, illetve a választási bizottságokban a delegált bizottsági tagok révén a befolyásuk erősítése volt. A sok jelölt ellenére egy héttel a választás kezdete előtt csak három személynek adtak esélyt arra, hogy bejusson a második fordulóba.
Köztük volt a hivatalban lévő elnök, Petro Porosenko, aki 2014. június 7-től tölti be az államfői tisztséget. 27 cég, köztük néhány autógyár és egy tv-csatorna tulajdonosa. Nem pártvezetőként, hanem független jelöltként indult a választáson.
Nagy esélyes volt Julija Timosenko, a Haza (Batykivscsina) párt vezetője, 2007. december 18-a és 2010. március 4-e között az ország miniszterelnöke. A 2010-es és a 2014-es ukrajnai elnökválasztáson is indult, és bár 2010-ben a második fordulóba is bejutott, de nem sikerült győznie.
Harmadik esélyesként a politikai múlttal nem rendelkező Volodimir Zelenszkijt emlegették, aki humorista, színész, rendező, producer, egy tv-műsorokat készítő társaság vezetője. Pártját (A nép szolgája, Szluha Narodu) 2017 végén jegyezték be és az azonos című televíziós sorozatról, illetve filmről nevezték el, melyben Ukrajna elnökének szerepét alakította. Az elnökjelöltek népszerűségi listáján első helyen állt. Helyi médiumok szerint őt Ihor Kolomojszkij üzletember támogatta.
2018 novemberében szóba jöhető jelölt volt még, mások mellett:
- Jevhen Murajev, a Mieink (Nasi) párt vezetője
- Anatolij Hricenko, a Polgári Álláspont (Hromagyanszka pozicija) párt
- Oleh Ljasko, Radikális Párt
- Arszenyij Jacenyuk volt miniszterelnök, a Népi Front (Narodnij Front, NF), a kisebbik kormánypárt vezetője
- Jurij Bojko korábbi miniszterelnök-helyettes, az Ellenzéki Blokk (Opozicijnij Blok) nevű tömörülés  vezetője.[2]

## Az első forduló
Az első forduló végleges eredményét 2019. április 4-én hirdették ki. Eszerint a legtöbb szavazatot kapott jelöltek: 
- Volodimir Zelenszkij – 30,24%
- Petro Porosenko – 15,95%
- Julija Timosenko – 13,40%
- Jurij Bojko – 11,67%

A második fordulóban tehát Petro Porosenko és Volodimir Zelenszkij vehetett részt.

## A második forduló
Az április 21-én megtartott második fordulót – a szavazatok 95%-ának feldolgozása alapján nagy fölénnyel – 73,17%-kal Volodimir Zelenszkij nyerte. A hivatalban lévő elnök, Petro Porosenko csupán a szavazatok 24,5%-át szerezte meg és még a választás napján elismerte vereségét. Az eredmény megfelelt az előzetes várakozásoknak.
A második forduló hivatalos végeredményét április 30-án hirdették ki: Volodimir Zelenszkij a szavazatok 73,22%-ával megnyerte a választást, Petro Porosenko a szavazatok 24,45%-át kapta. A szavazásra jogosultak 62,09%-a adta le szavazatát, a leadott szavazatok 2,31%-a érvénytelen volt.

## Eredmények
| Jelölt                | Szervezet         | Szervezet                   | Első forduló márc.31. | Első forduló márc.31. | Második forduló ápr.21. | Második forduló ápr.21. |
| Jelölt                | Szervezet         | Szervezet                   | db                    | %                     | db                      | %                       |
| --------------------- | ----------------- | --------------------------- | --------------------- | --------------------- | ----------------------- | ----------------------- |
| ZELENSZKIJ, Volodimir |                   | A Nép szolgája Слуга народу | 5 714 034             | 30,24                 | 13 541 528              | 73,23                   |
| POROSENKO, Petro      |                   | –                           | 3 014 609             | 15,96                 | 4 522 320               | 24,46                   |
| TIMOSENKO, Julija     |                   | Haza Батьківщина            | 2 532 452             | 13,40                 |                         |                         |
| BOJKO, Jurij          |                   | –                           | 2 206 216             | 11,68                 |                         |                         |
| további 35 jelölt     | további 35 jelölt | további 35 jelölt           | 5 203 606             | 27,54                 |                         |                         |
|                       |                   |                             |                       |                       |                         |                         |
| Részvétel             | Részvétel         | Részvétel                   | 62,86%                | 62,86%                | 62,07%                  | 62,07%                  |
|                       |                   |                             |                       |                       |                         |                         |